# Springmoor bei Hollenstedt
Das Springmoor bei Hollenstedt ist ein Naturschutzgebiet in der niedersächsischen Gemeinde Regesbostel in der Samtgemeinde Hollenstedt im Landkreis Harburg.

## Allgemeines
Das Naturschutzgebiet mit dem Kennzeichen NSG LÜ 141 ist rund 22 Hektar groß. Das Gebiet steht seit dem 16. März 1986 unter Naturschutz. Zuständige untere Naturschutzbehörde ist der Landkreis Harburg.

## Beschreibung
Das Naturschutzgebiet liegt südwestlich von Hollenstedt in der Stellheide, einem Waldgebiet zwischen den Anschlussstellen Heidenau und Hollenstedt der A 1.
Das Naturschutzgebiet stellt ein Hangquellmoor unter Schutz, aus dem der Heidbach, ein Nebenfluss der Este, gespeist wird. Mehrere Streifen im Naturschutzgebiet werden als Grünland extensiv bewirtschaftet. In den Randbereichen des Schutzgebietes sind Bruchwälder und Weidengebüsche sowie Moorheiden zu finden. Es ist, außer zur Erfüllung dienstlicher oder wissenschaftlicher Aufgaben, nicht gestattet, das Naturschutzgebiet zu betreten.